# Paraxenisaurus normalensis
Paraxenisaurus normalensis es la única especie conocida del género extinto Paraxenisaurus  de dinosaurio terópodo deinoqueírido, que vivió a finales del período Cretácico durante el Campaniano, hace 73 a 72,1 millones de años en lo que ahora es Norteamérica.

## Descubrimiento y nombramiento
Sus fósiles fueron descubiertos en la Formación Cerro del Pueblo del estado de Coahuila, México e incluyen huesos de múltiples individuos, incluyendo vértebras, así como elementos de manos y pies. Estos restos fueron identificados por los paleontólogos mexicanos Claudia Inés Serrano-Brañas, Belinda Espinosa-Chávez, Sarah Augusta Maccracken, Cirene Gutiérrez-Blando, Claudio de León-Dávila y José Flores Ventura como pertenecientes a un nuevo ornitomimosaurio norteamericano.

## Descripción
El material incluyen el holotipo BENC 2/2-001, un esqueleto parcial que carece de cráneo. Se remitieron cuatro especímenes adicionales, de individuos separados. El material contiene vértebras de la columna vertebral, así como un fémur , un astrágalo y elementos de manos y pies. Basado en los elementos fósiles del holotipo, el espécimen era un adulto. La longitud de Paraxenisaurus se ha estimado en 5,7 metros y su peso en 600 kilogramos. 

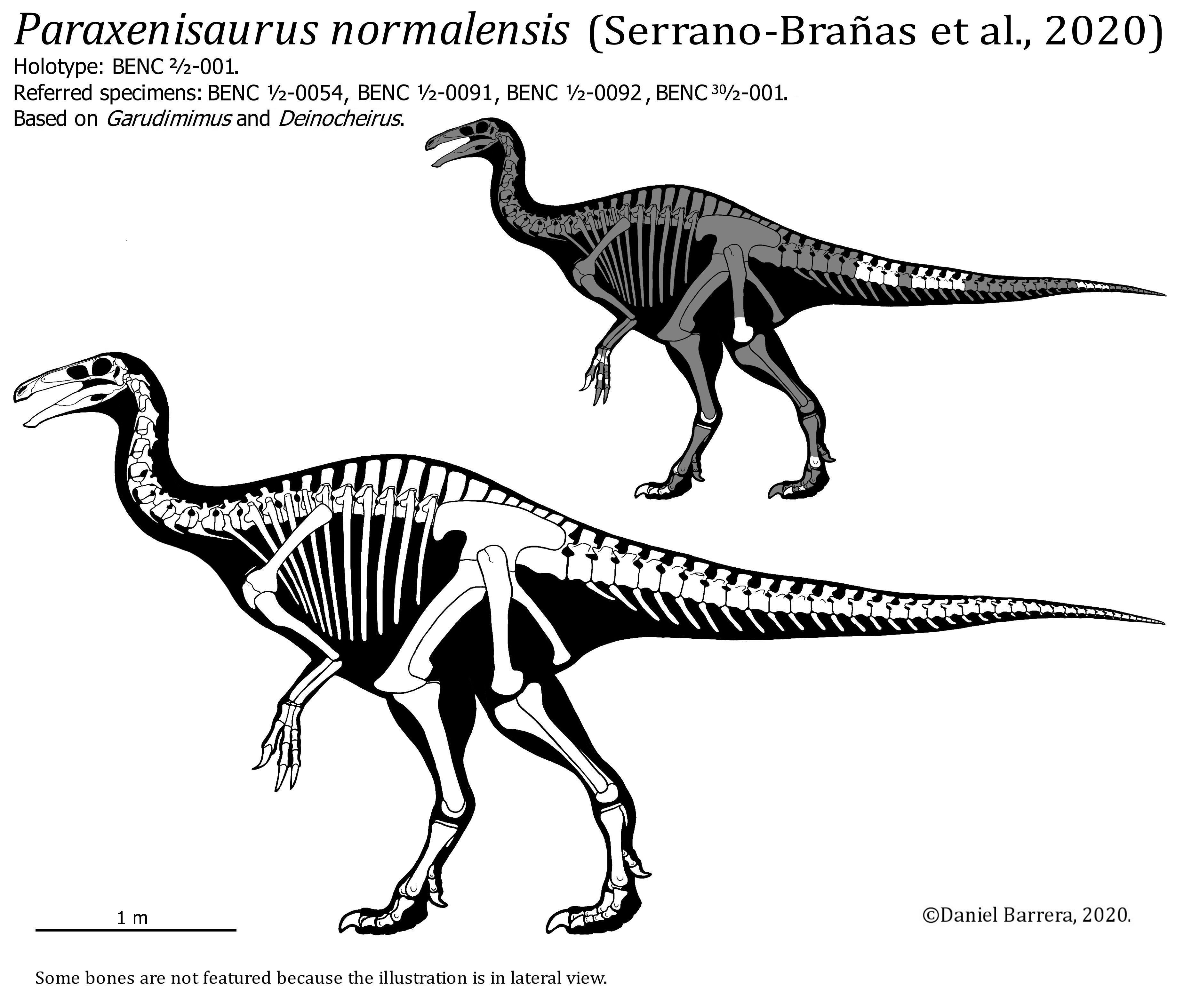
Diagrama del esqueleto del deinoqueírido mexicano, Paraxenisaurus normalensis. Los huesos encontrados se muestran en blanco, aunque algunos huesos no aparecen ya que la ilustración está en vista lateral.

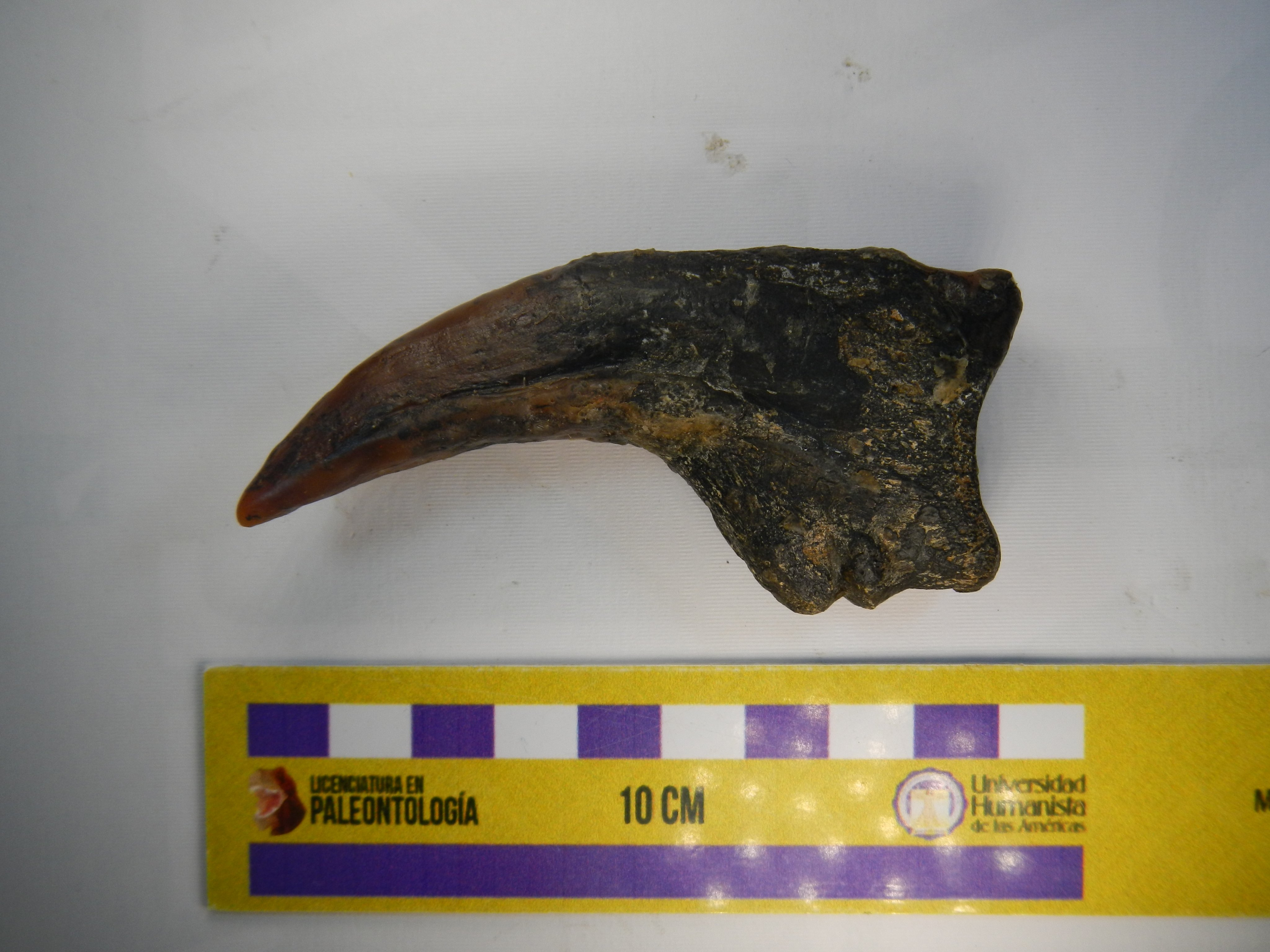
Garra de la mano de Paraxenisaurus normalensis

## Paleoecología
Conocido de estratos de la Formación Cerro del Pueblo, Paraxenisaurus vivió junto a Coahuilaceratops, Latirhinus y Velafrons, y otros ornitomimosaurios no descritos. Esta área probablemente fue una llanura costera durante el Cretácico Superior.

## Clasificación
Su análisis filogenético descubrió que la especie tipo Paraxenisaurus normalensis es el primer dinosaurio deinoqueírido encontrado en América del Norte en una politomía con Deinocheirus y Garudimimus.  El nombre genérico se deriva del griego paráxenos, "extraño". El nombre específico honra a la Benemérita Escuela Normal de Coahuila, una institución de formación docente, donde se habían depositado los fósiles. 